# Chali 2na
Charles Stewart, noto con lo pseudonimo Chali 2na (Chicago, 26 giugno 1971), è un rapper statunitense.
È un ex membro del gruppo Jurassic 5.

## Discografia parziale

### Solista
- 2004 - Fish Market (mixtape)
- 2009 - Fish Outta Water
- 2010 - Fish Market Part 2
- 2019 - Adventures of a Reluctant Superhero (con Krafty Kuts)

### Jurassic 5
- 1997 - Jurassic 5 (EP)
- 1998 - Jurassic 5
- 2000 - Quality Control
- 2002 - Power in Numbers
- 2006 - Feedback

### Altre collaborazioni
- 1998 - Ozomatli (con Ozomatli)
- 2000 - BEP Empire/Get Original (con Black Eyed Peas)
- 2002 - Frgt/10 (con Linkin Park)